# McArthur (rzeka)
McArthur – rzeka w Australii, w północno-wschodnim Terytorium Północnym. Ma 240 km długości. Wypływa z północnego krańca Płaskowyżu Barkly, około 70 km na południe od miejscowości Anthony Lagoon. Płynie w kierunku północno-wschodnim, uchodzi do Zatoki Karpentaria. W dolnym biegu rzeka jest otoczona przez tereny bagienne oraz dżunglę. Rzeka często wylewa w okresie letnim. Jest żeglowna na odcinku 64 km. Główne dopływy rzeki to Tooganginie, Kilgour oraz Clyde. Została odkryta w 1845 roku przez podróżnika Ludwiga Leichhardta, który nazwał ją na cześć Jamesa i Williama McArthurów, hodowców owiec z Camden w Nowej Południowej Walii i popleczników jego ekspedycji.